# Оркестр ВМС США
Оркестр ВМС США, (англ. United States Navy Band) — військовий оркестр, що базується на Вашингтонській військово-морській верфі ВМС США у Вашингтоні, округ Колумбія, є офіційною музичною організацією Військово-морських сил Сполучених Штатів з 1925 року. Оркестр ВМС США обслуговує церемоніальні потреби в резиденції уряду США, виступаючи на президентських інавгураціях, державних церемоніях прибуття до США глав держав чи глав урядів інших країн, державних похоронах, державних обідах та інших значущих подіях.
Музичний оркестр ВМС Сполучених Штатів відрізняється виконанням широкого діапазону музики, включаючи церемоніальну музику, кантрі, класичну музику, джаз та рок.

## Організація та персонал

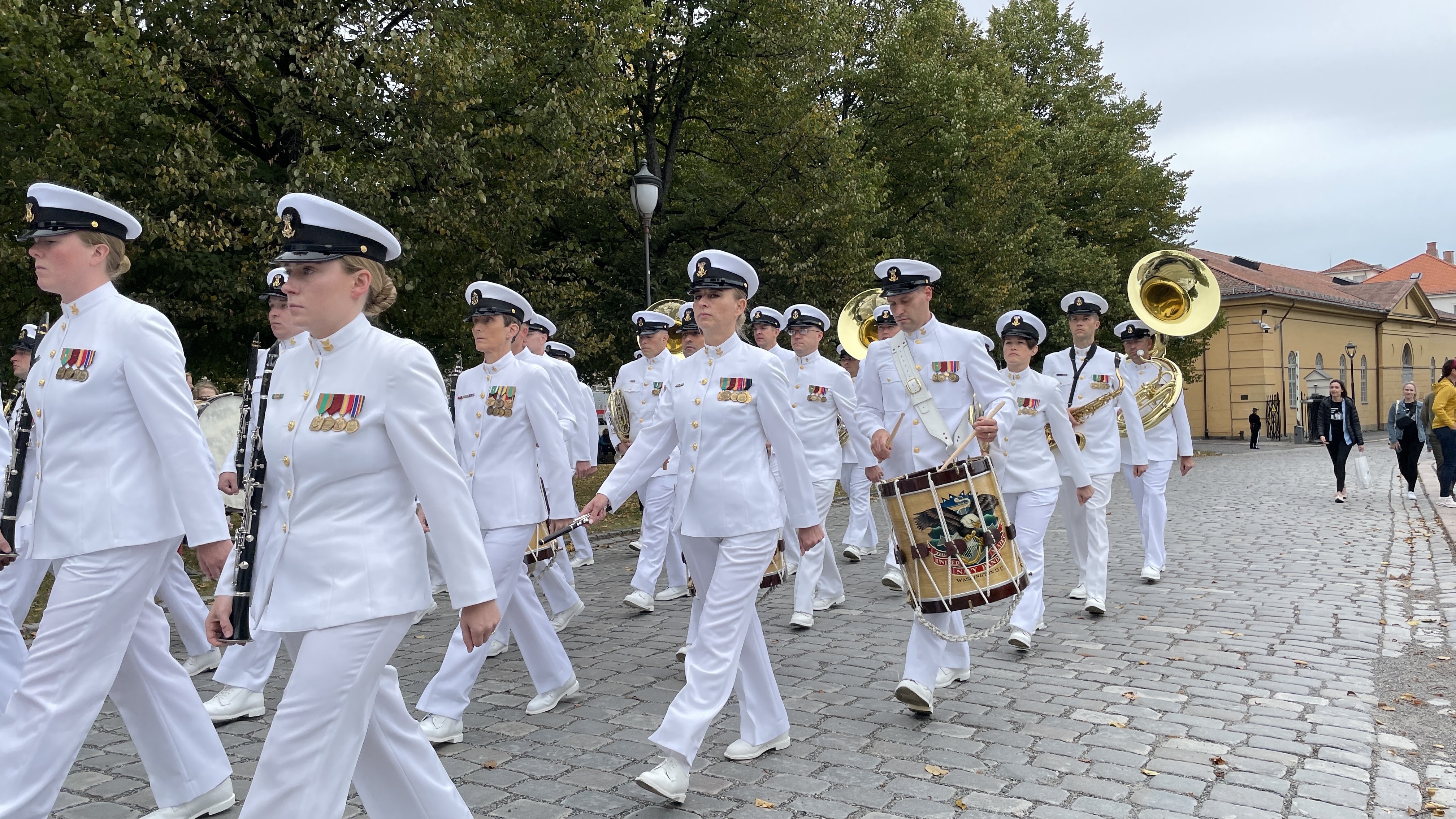
Оркестр ВМС США грає в Осло, 2022 рік

З моменту свого офіційного утворення 4 березня 1925 року Оркестр ВМС Сполучених Штатів перетворився на велику організацію, що складається з кількох виконавських підрозділів. До організації входять шість виконавських ансамблів: концертний оркестр, церемоніальний оркестр, джазовий ансамбль «Commodores», кантрі-блюграс-ансамбль «Country Current», сучасний розважальний ансамбль «Cruisers» (укр. Крейсери) і хор «Sea Chanters» (укр. Морські співаки). Є також кілька колективів камерної музики. Численні ансамблі допомагають задовольнити суспільний попит на різні типи музики та потреби військово-морського флоту.

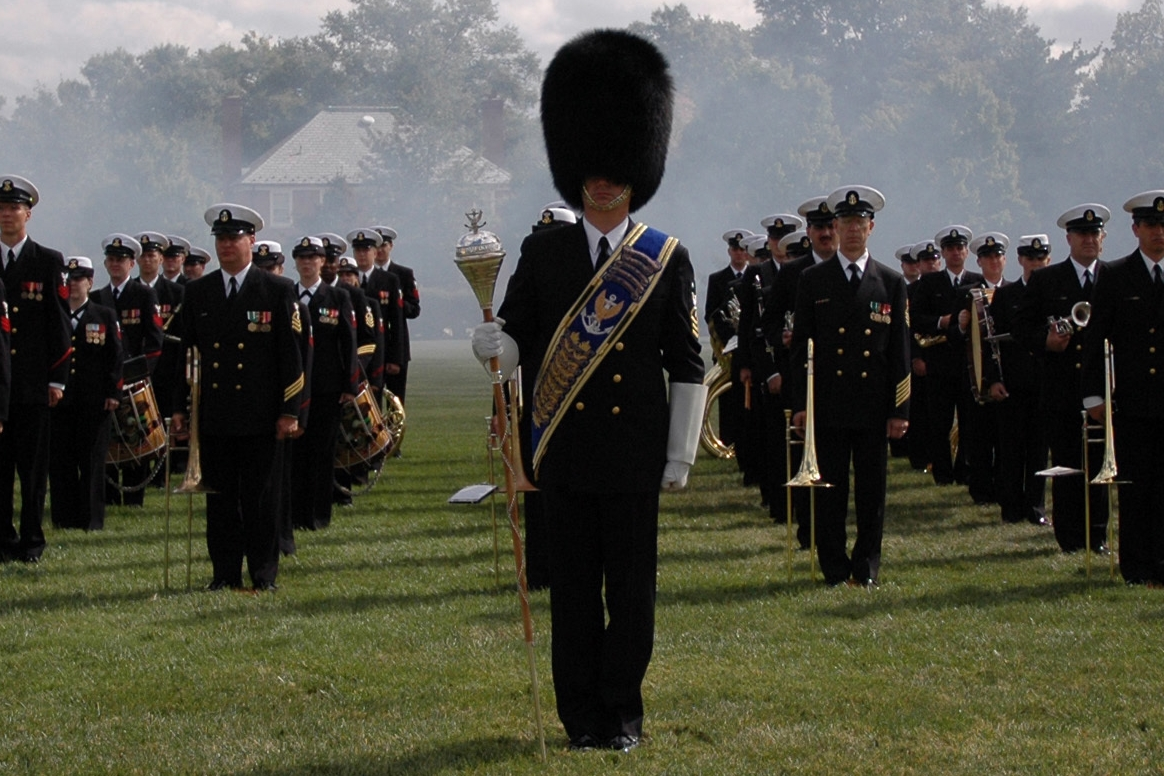
Церемоніальний оркестр, Форт Майер 2007 рік

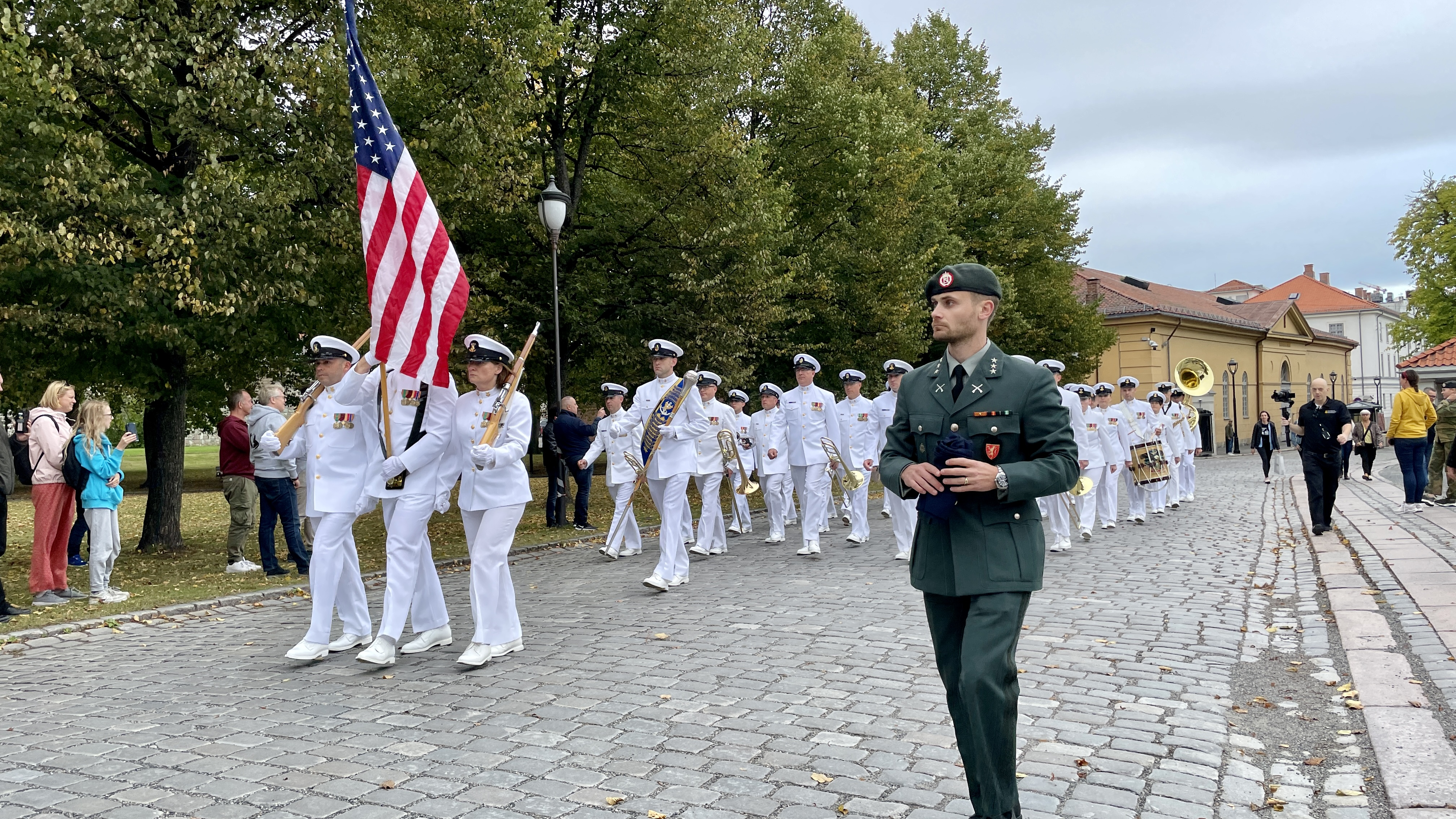
Оркестр ВМС США грає в Осло, 2022 рік

Оркестр ВМС США складається з 172 музикантів і чотирьох офіцерів під керівництвом капітана Кеннета Коллінза.

### Концертний оркестр
Концертний оркестр — головний духовий ансамбль ВМС. Разом із церемоніальним оркестром цей оркестр входив до складу первісного оркестру ВМС США у 1925 році. Група виступає з концертами в районі Вашингтона, округ Колумбія, і щороку здійснює місячний національний тур країною.

### Церемоніальний оркестр
Церемоніальний оркестр проводить церемонії у Вашингтоні, округ Колумбія. Його головна місія — виступати на похоронах на Арлінгтонському національному цвинтарі. Крім того, церемоніальний оркестр виступає під час зміни командування, виходу на пенсію, патріотичних відкриттях, покладання вінків та прибуття делегацій глав держав (державний візит) чи глав урядів (офіційний візит) іноземних країн.

### Морські співаки
У 1956 році лейтенант Гарольд Фульц, тодішній помічник керівника оркестру, організував групу музичної школи Військово-Морського флоту, щоб виконувати піснеспіви та патріотичні пісні на вечері з нагоди святкування стану нації. Після здобуття несподіваного успіху, адмірал Арлі Берк, тодішній начальник військово-морських операцій, перевів їх в оркестр ВМФ, назвав їх «Морськими співаками» і доручив цьому чоловічому хору увічнити пісні моря. У 1980 році група поповнила свої лави жінками і розширила свій репертуар, включивши в нього все: від Брамса до Бродвею.

### Commodores
Commodores — джазовий ансамбль, заснований у 1969 році. Серед виконавців, які виступали з групою, є Рей Чарльз, Стенлі Террентайн, Луї Беллсон, Террі Гіббс, Кріс Поттер, Джеррі Бергонзі, Боб Мінцер, Дейв Лейбман, Джеймс Муді та Кларк Террі.

### Country Current
Цей гурт із семи учасників був створений у 1973 році та спеціалізувався на музиці кантрі та блюграс.

### Крейсери
У 1999 році був створений сучасний видовищний розважальний ансамбль з восьми учасників.

## Історія

### Стара музика на флоті
Найдавнішою музикою військово-морського флоту Сполучених Штатів був жанр пісень шанті з англійської музики, пісні, які співали британські моряки. Ці мелодії моря допомогли пом'якшити суворе життя на кораблі. Далі з'явилися сурмачі, барабанщики та файфери, яких на перших фрегатах возили для того, щоб подавати сигнали, віддавати загальні команди і виступати на похоронах та інших церемоніях. Військові оркестри стали окремою частиною екіпажу на багатьох кораблях ВМФ.
Розвиток берегових оркестрів у 19 столітті призвів до створення оркестру Військово-морської академії, розмір і значення якого зросли під час громадянської війни в США. Інші загони оркестрів на кораблях і на березі відіграли значну роль у зміцненні морального духу моряків та цивільного населення.
На початку Першої світової війни багато музикантів залишили свої оркестри, щоб приєднатися до військово-морського флоту Сполучених Штатів, використовуючи свій талант для виконання військового обов'язку.

### Створення оркестру ВМС США
У 1916 році оркестр із 16 осіб з броненосця USS Kansas отримав наказ до Вашингтонської військово-морської верфі збільшити оркестр із 17 осіб на борту президентської яхти Mayflower. Новий підрозділ став відомий як «Оркестр Вашингтонської військово-морської верфі» (англ. Washington Navy Yard Band) і отримав приміщення для репетицій біля вугільного відвалу електростанції. Збільшення темпу виконання обов'язків оркестру змусило капельмейстера шукати більш пристосоване приміщення у дворі «Sail Loft» (укр. Вітрильний лофт), і невдовзі майстри вітрил почали різати та зшивати своє вітрильне полотно під ритми музики. Оркестр ВМС Сполучених Штатів все ще використовує «Sail Loft» як свою штаб-квартиру та зал для репетицій.
У 1923 році колектив з 35 осіб із оркестру ВМС супроводжував президента Воррена Г. Гардінга під час його поїздки на територію Аляска. Після несподіваної смерті президента в Сан-Франциско група виконала християнський хорал «Ближче, Господи, до Тебе», коли його тіло було поміщено у вагон поїзда, що прямував до Вашингтона, округу Колумбія.
Зі зростанням значення та престижу оркестру президент Дж. Калвін Кулідж підписав закон 1925 року про те, що «відтепер оркестр, який зараз розміщений у Військово-морському дворі, відомий як Оркестр Військово-морського флоту, буде називатися Оркестром ВМС США». Законодавство також дозволило гурту здійснити свій перший національний тур країною у 1925 році.
Серед тих, хто належним чином оцінив ранній оркестр ВМС США, була газета «Boston Post», яка 13 березня 1929 року надрукувала: «…Деякі люди, мабуть, мають уявлення, що музика ВМС складається з кількох приспівів, джиги та гімну „Зіркове знамено“. Але для пересічного американського громадянина вчорашній виступ, мабуть, був справді вражаючим. Вони виступали як колектив першокласних віртуозів…»
Під керівництвом лейтенанта Чарльза Бентера, першого лідера оркестру, Оркестр ВМС США виступав на багатьох історичних подіях, зокрема у 1927 році, коли Чарльз Ліндберг повернувся після його трансатлантичного польоту. Через два роки група виступала на честь повернення адмірала Річарда Е. Берда з його знаменитого польоту на Південний полюс.
Потреба в кваліфікованих музикантах змусила лейтенанта Бентера заснувати у 1935 році «Музичну школу» військово-морського флоту під його ж керівництвом. Багато викладачів були оркестрантами, які, крім своїх основних музикантських обов'язків, викладали.
Протягом більшої частини 1960-х років лідером гурту був Ентоні А. Мітчелл, класичний кларнетист і досвідчений композитор, який приєднався до гурту в 1937 році. Під час свого перебування на посаді керівника оркестру LCDR Мітчелл створив популярний марш «Столиця нашої нації» (англ. Our Nation's Capital), який пізніше отримав назву офіційний марш Вашингтона, округу Колумбія. Він також написав марш для ще не збудованого Національного культурного центру у Вашингтоні. «Марш Національного культурного центру» (англ. The National Cultural Center March) був вперше виконаний і записаний гуртом у 1963 році та виконувався на заходах зі збору коштів для Центру на початку 1960-х років. У 1964 році центр було перейменовано в Центр виконавських мистецтв Кеннеді на честь загиблого президента. В 1964 році, назва маршу була змінена на «Марш Центру Джона Ф. Кеннеді», хоча його все ще часто називають старою оригінальною назвою.

### Аварія
25 лютого 1960 року частина учасників військово-морського оркестру летіли з Буенос-Айреса до Ріо-де-Жанейро, щоб приєднатися до решти оркестру на прийомі для президента Дуайта Д. Ейзенхауера, організованого президентом Бразилії Жуселіну Кубічеком. Коли транспортний літак «Douglas R6D-1 (DC-6A)» ВМС США наближався до Ріо-де-Жанейро в густому тумані, він зіткнувся в повітрі з бразильським авіалайнером над міською гаванню Гуанабара, неподалік від знакової гори Цукрова голова. Серед 61 загиблого було 19 членів військово-морського оркестру, включаючи помічника керівника Дж. Гарольда Фульца та більшість струнної секції. Троє американських моряків, які грали в карти в задній частині літака, були єдиними, хто вижив. Ця катастрофа стала найгіршою подією в історії гурту та спустошила інших учасників гурту. Незважаючи на втрати, музиканти, що вижили, успішно завершили своє південноамериканське турне.

### Капітолійські концерти
Серед численних досягнень Оркестру ВМС були щотижневі вечірні концерти в понеділок і невеликі щоденні концерти в Капітолії США Щоденні та щотижневі концерти відбувалися безперервно з 1930-х до початку 1970-х років на спеціальній сцені, розташованій на східній стороні Капітолію. У 1960-х роках військово-морський оркестр розпочав серію популярних дитячих виступів, відомих як «Концерти льодяників».

### Колишні керівники Оркестру ВМС
|    | Лідер                     | Роки            |
| -- | ------------------------- | --------------- |
| 1  | LT Чарльз Бентер          | 1925–1942 роки  |
| 2  | CDR Чарльз Брендлер       | 1942–1962 роки  |
| 3  | LCDR Ентоні А. Мітчелл    | 1962–1968 роки  |
| 4  | CDR Дональд В. Стауффер   | 1968–1973 роки  |
| 5  | CDR Нед Маффлі            | 1973–1978 роки  |
| 6  | CDR Вільям Дж. Філіпс     | 1978–1984 роки  |
| 7  | CDR Аллен Е. Бек          | 1984–1989 роки  |
| 8  | CDR Філіп Х. Філд         | 1989–1992 роки  |
| 9  | Капітан Вільям Дж. Філіпс | 1992–1995 роки  |
| 10 | LCDR Джон Р. Пастін       | 1995–1998 роки  |
| 11 | Капітан Ральф М. Гамбон   | 1998–2007 роки  |
| 12 | Капітан Джордж Н. Томпсон | 2007–2009 роки  |
| 13 | Капітан Брайан О. Волден  | 2010– 2015 роки |
| 14 | Капітан Кеннет Коллінз    | 2015–           |

### Радіовиступи
З 1929 по 1939 роки Оркестр ВМС США виступав на радіопрограмі NBC «Година спогадів» з Артуром Годфрі. Під час Другої світової війни Оркестр ВМС США підтримував продаж військових облігацій. Це допомогло в зусиллях з вербування на національному рівні, хоча більшу частину часу гурт проводив, виступаючи на щоденних похоронах на Арлінгтонському національному цвинтарі.

### Інші помітні виступи

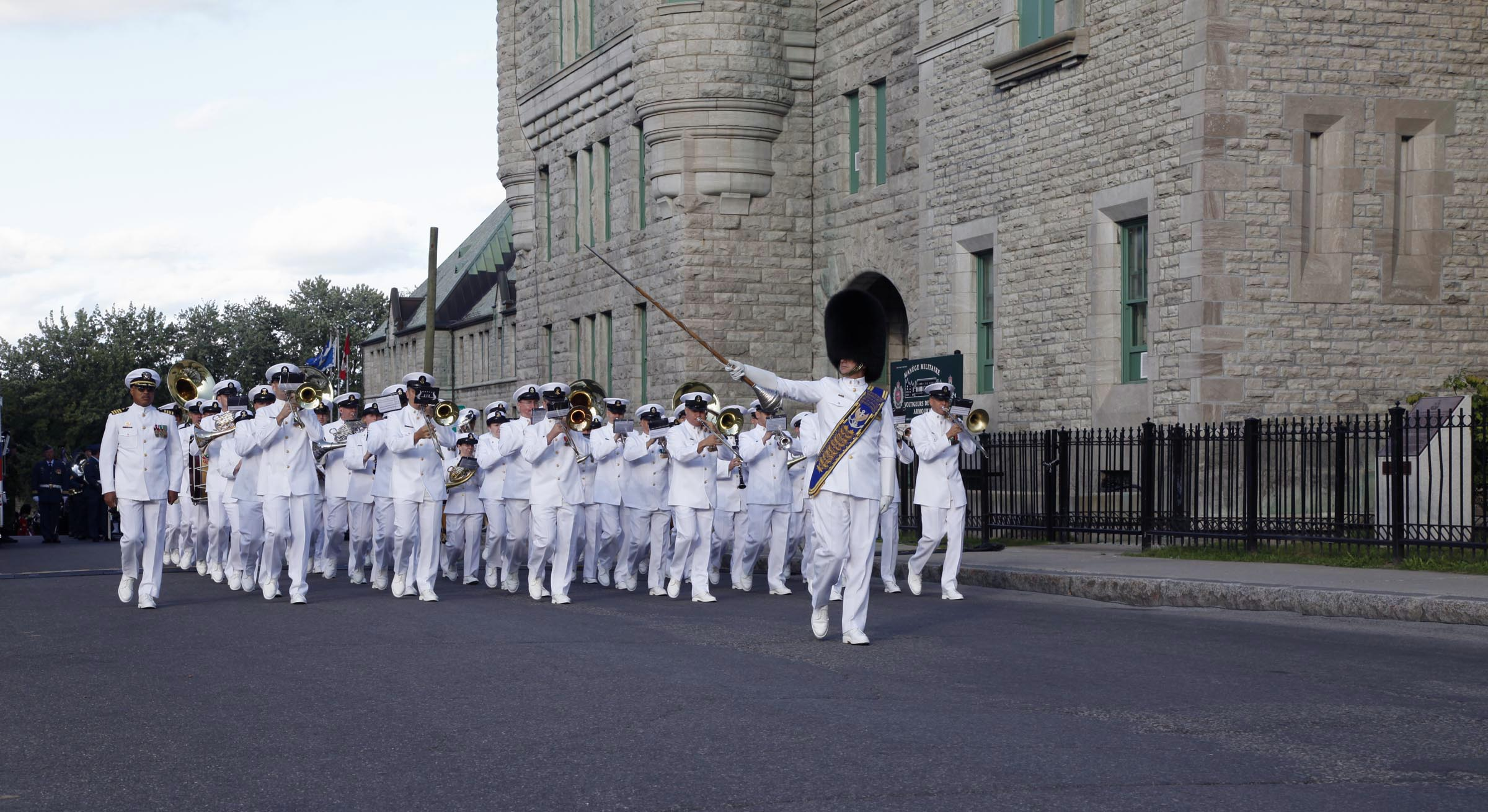
Драм-майор, головний майстер Джо Д. Браун, у хутряна шапка з ведмежої шкури та з церемоніальною булавою під керівництвом членів церемоніального оркестру Військово-морських сил Сполучених Штатів під час маршу на параді перед Збройовою палатою міста Квебек у рамках церемонії відкриття Квебекського музичного фестивалю.

Оркестр ВМС США виступав на таких церемоніях і заходах:
- 1927 — Вашингтонська церемонія Чарльза Ліндберга.
- 1929 — Вашингтонська церемонія для адмірала Річарда Е. Берда.
- 1962 — Вашингтон, округ Колумбія, церемонія нагородження астронавта Джона Гленна.
- 1963 — Траурний парад і похорон президента Джона Ф. Кеннеді.
- 1966 — Перший виступ Оркестру ВМС у Карнегі-Холі в Нью-Йорку.
- 1981 — Повернення заручників під час Іранської кризи із заручниками.
- 1993 — Повторне освячення Статуї Свободи та 200-річчя Капітолію Сполучених Штатів.
- 1995 — парад освячення Меморіалу ветеранів Корейської війни.
- 1997 — Освячення меморіалу «Жінки на військовій службі в Америці» на Арлінгтонському національному цвинтарі та церемонія освячення меморіалу Франкліна Делано Рузвельта.
- 1998 — Повторне освячення Національного меморіалу братів Райт у Кілл-Девіл-Хіллз, Північна Кароліна.
- 1999 — Святкування 100-річчя ветеранів іноземних воєн на національному з'їзді в Канзас-Сіті, Міссурі.
- 2000 — Міжнародний огляд військово-морських сил у Нью-Йорку.
- 2001 — меморіальна служба «Об'єднані в пам'яті» в Пентагоні.
- 2002 — Церемонія пам'яті «Промінь надії» на Freedom Plaza у Вашингтоні, округ Колумбія.

### Дискографія оркестру ВМС США
- 1963 — Національний культурний центр представляє Оркестр ВМС США, «RCA Victor».
- 1992 — Музика для почестей і церемоній.
- 1996 — Вшанування.
- 1997 — «Порти заходу».
- 1997 — Це відчуття свята.
- 1998 — «Морський вовк».
- 1998 — Від узбережжя до узбережжя 2.
- 1999 — Містичні акорди пам'яті.
- 2000 — Американський салют.
- 2000 — Збірник до 75-річчя.
- 2001 — Урочистості.
- 2002 — Музика для камерних духових
- 2002 — «Щасливих свят».
- 2003 — Увертюри та фінали.
- 2005 — Увертюра «Легка кавалерія… та інші бойові коні»
- 2006 — Звуки вітрильного лофта
- 2006 — Марші світового класу
- 2007 — Святкові побажання
- 2009 — Командний виступ
- 2009 — «Напрямки»
- 2011 — «Деривації»
- 2022 — Прем'єри

### Відомі члени
- Віктор Сальві, італо-американський арфіст, грав з оркестром під час Другої світової війни, а пізніше з Нью-Йоркською філармонією та симфонічним оркестром NBC, перш ніж заснувати «Salvi Harps» — компанію з виробництва концертних арф.

## Галерея

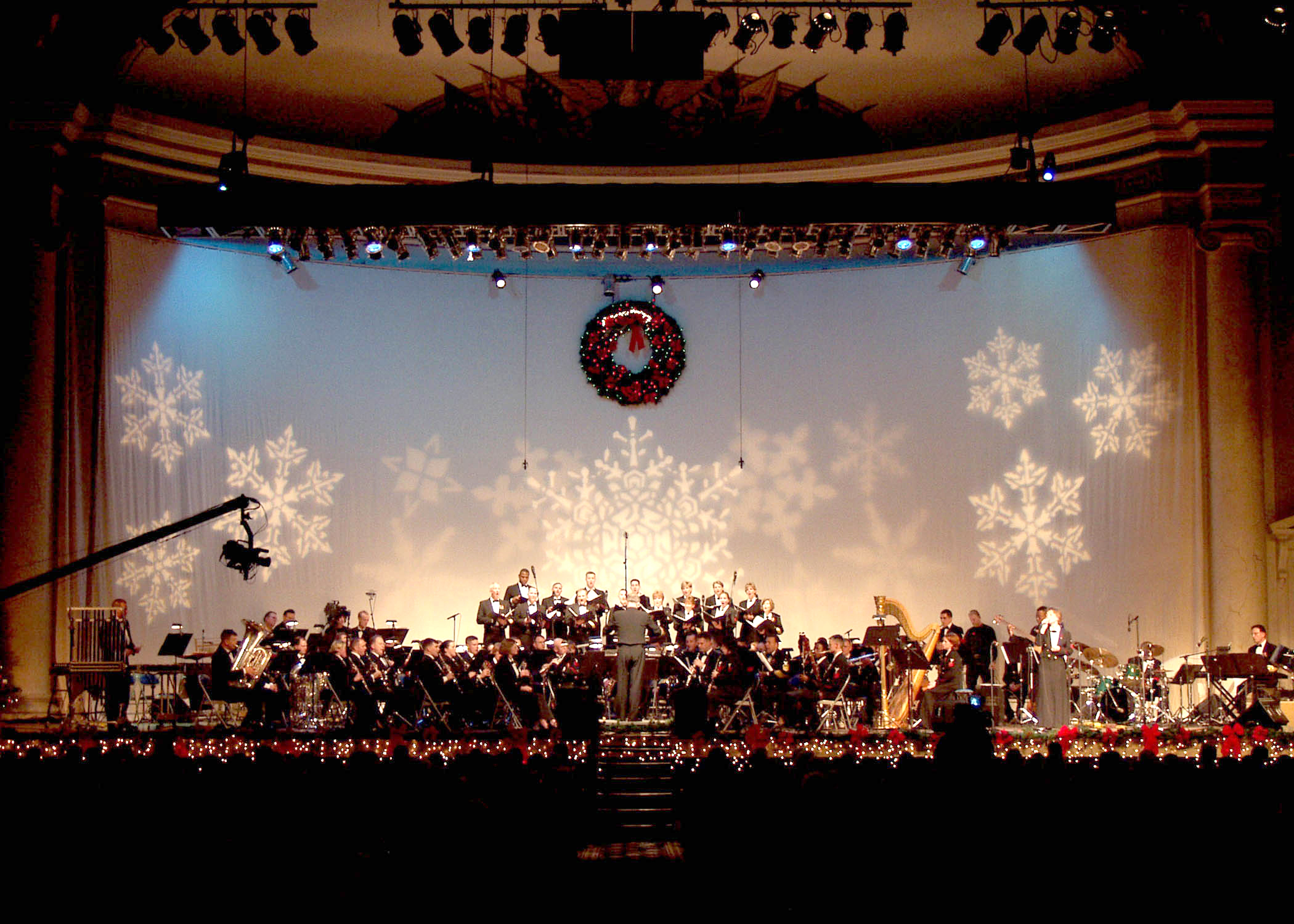
Концертний оркестр ВМС США [c]
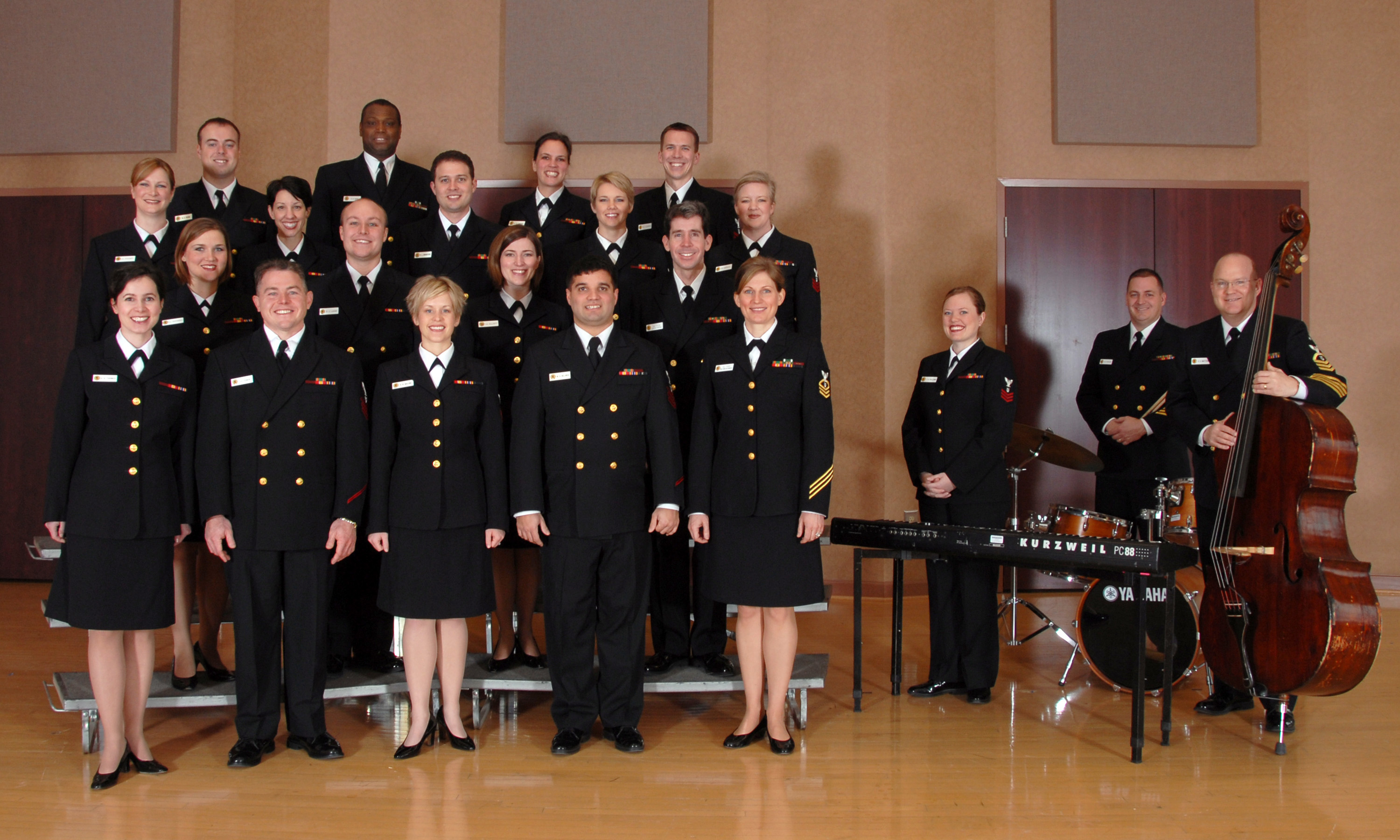
Групове фото хору «Морські співаки».
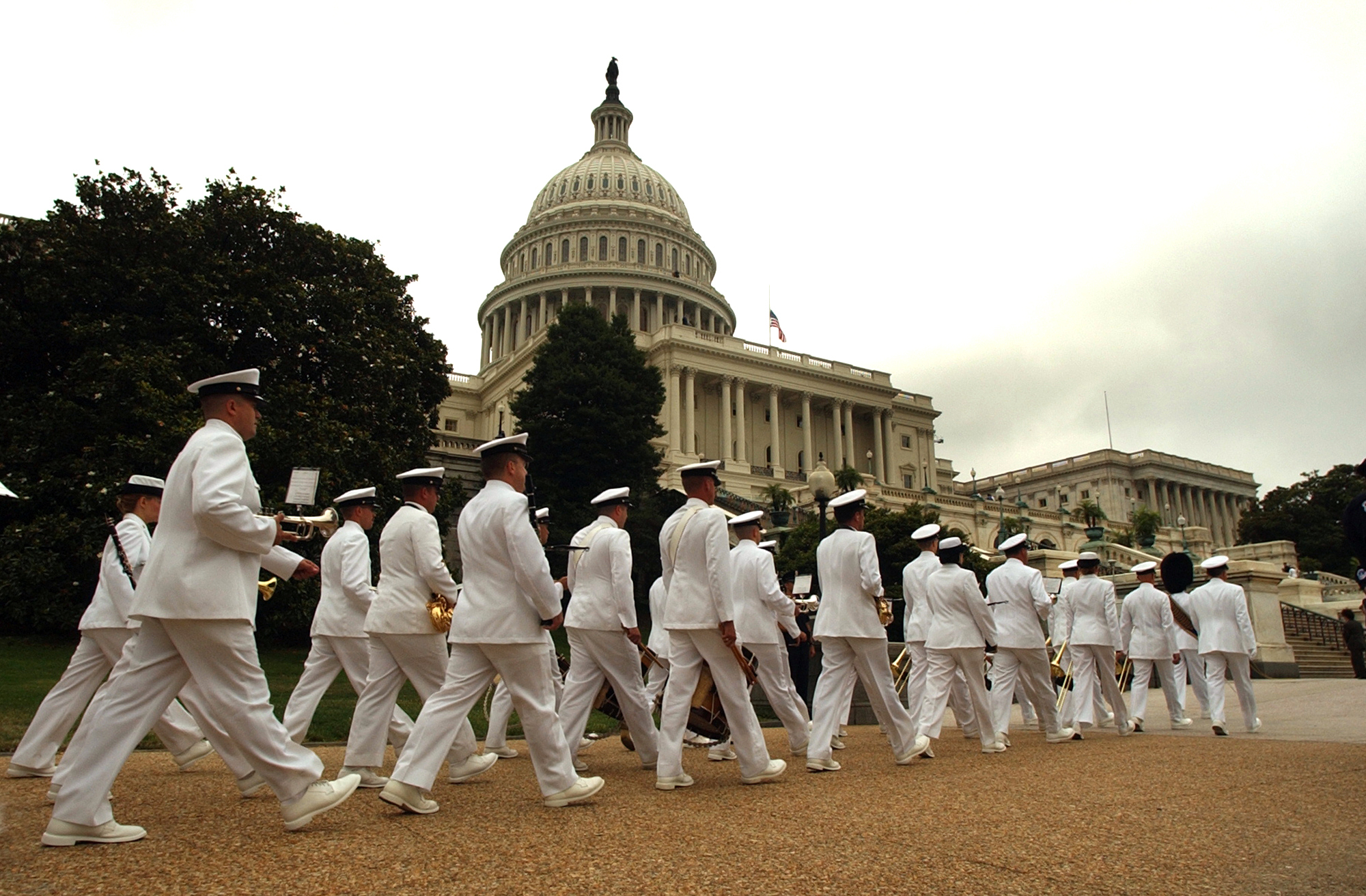
Церемоніальний оркестр ВМС (2004) [d]
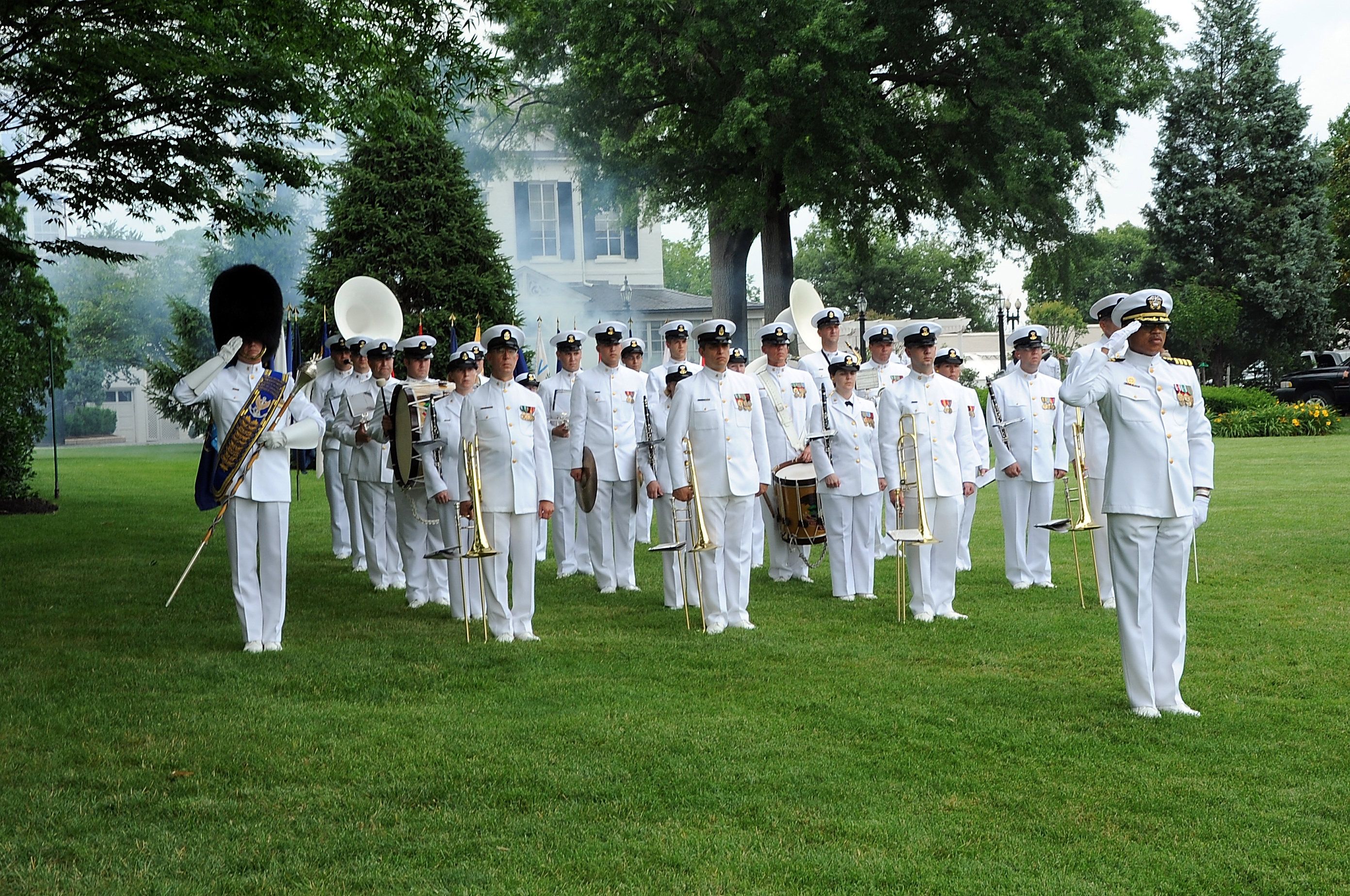
Оркестр на церемонії присяги міністра ВМС [e]
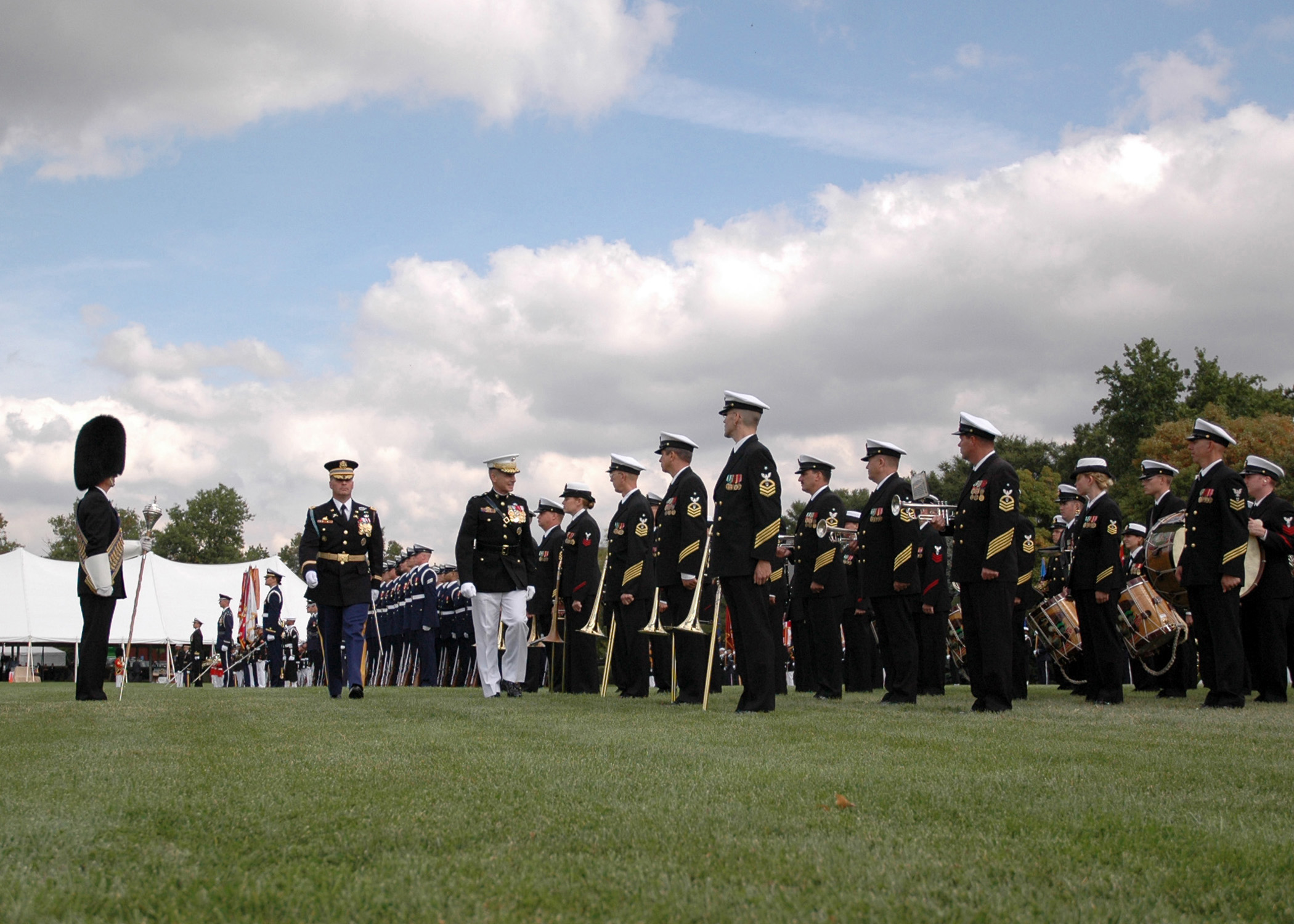
Церемоніальний оркестр ВМС (2007) [f]
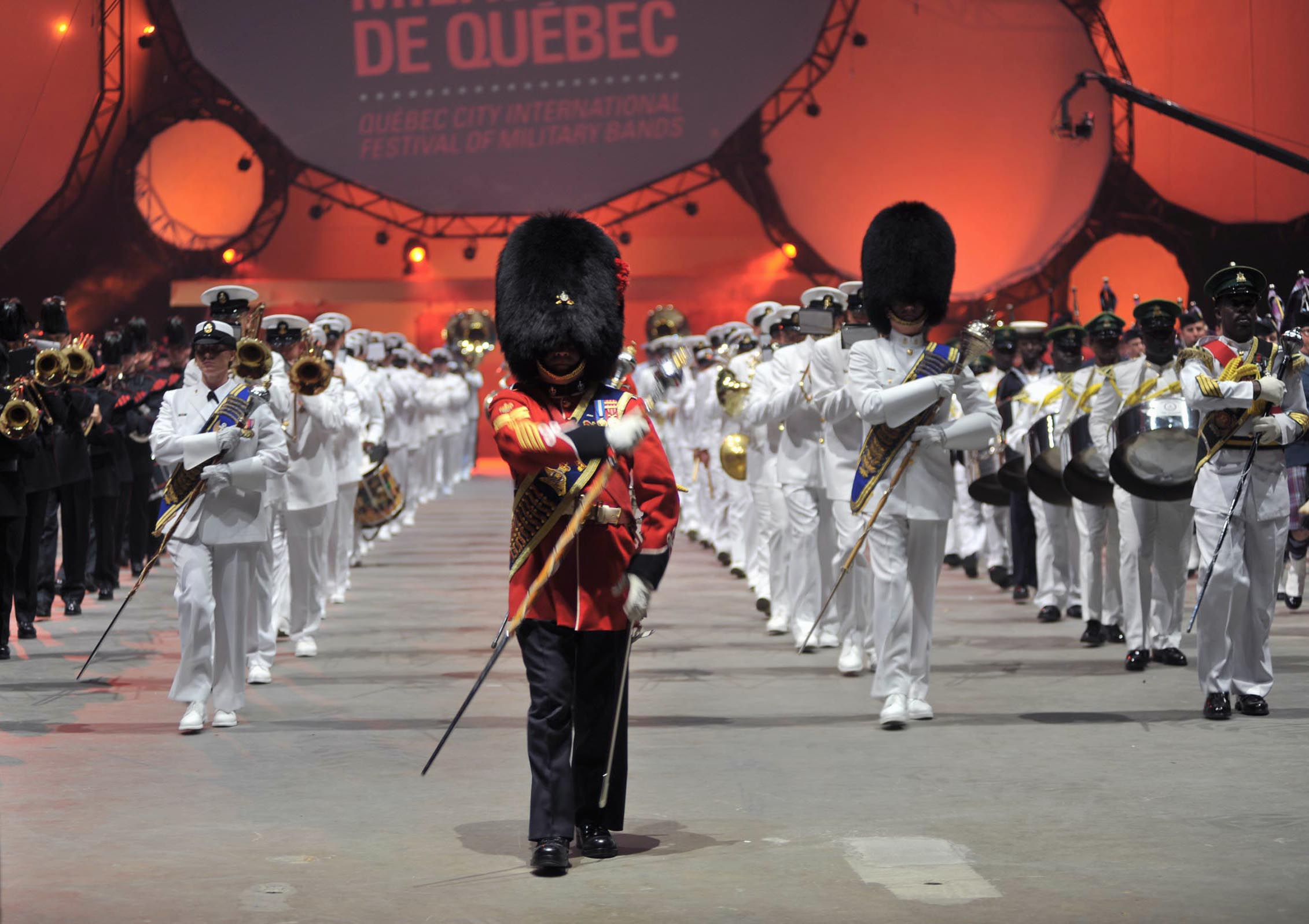
Оркестр ВМС США у Квебеці (2009) [g]

## Нотатки
1. ↑  «Підняти якорі» — бойова пісня Військово-морської академії США та неофіційна маршова пісня ВМС США. Вона була створена у 1906 році композитором Чарльзом А. Ціммерманом на слова Альфреда Гарта Майлза.
2. ↑  Капітан — звання, апелятив для начальницького складу військової частини; верховний керівник військового корабля, торговельного судна, літака, космічного корабля чи іншого судна; або командир порту, пожежного або поліцейського відділу, виборчої дільниці тощо. У військах капітан зазвичай має рівень офіцера, який командує ротою чи батальйоном піхоти, кораблем або артилерійською батареєю чи іншою окремою одиниця. Термін також може використовуватися як неофіційний або почесний титул для осіб, які займають подібні керівні посади.
3. ↑  Концертний оркестр ВМС США виконує традиційну та популярну святкову музику для телевізійного спеціального випуску «Щасливих свят» у Залі Конституції ДАР[en], Вашингтон (2001).
4. ↑  Церемоніальний оркестр Військово-морських сил США марширує на позицію під час церемонії відправлення, що відбулася в будівлі Капітолію під час державних похоронів 40-го президента США Рональда Рейгана в 2004 році.
5. ↑  Капітан Джордж Н. Томпсон, командир церемоніального оркестру ВМС Сполучених Штатів, очолює групу у складі драм-майора та учасників оркестру, які віддають честь під час салюту з 19 гармат на церемонії присяги міністра ВМС США (SECNAV) Високоповажного Рея Мабуса[en] на Вашингтонській військово-морській верфі.
6. ↑  Церемоніальний оркестр ВМС США під керівництвом драм-майора, головного музиканта Джо Д. Брауна-молодшого стоїть по стійці смирно, коли генерал морської піхоти Пітер Пейс наближається до свого військового формування під час церемонії зміни командування Об'єднаного комітету начальників штабів ВМС США.
7. ↑  Оркестр ВМС США разом із 22-м королівським полком ЗС Канади марширує під час церемонії закриття «Quebec Tattoo» (Щорічний Міжнародний фестиваль військових оркестрів міста Квебек) біля «Колізею Пепсі», 27 серпня 2009 року, Квебек, Канада.